# یاگنگن
یاگنگن (به لاتین: Jagnin) یک روستا در لهستان است که در گمینا اوپاتوو (استان اشوی‌داشکسیه) واقع شده‌است.